# Día Internacional de la Lucha contra la Pesca Ilegal, No Declarada y No Reglamentada
El Día Internacional de la Lucha contra la Pesca Ilegal, No Declarada y No Reglamentada es una jornada de denuncia que se celebra el 5 de junio desde 2018, establecida en diciembre de 2017 por la Organización de las Naciones Unidas.

## Proclamación
El Día Internacional de la Lucha contra la Pesca Ilegal, No Declarada y No Reglamentada fue proclamado por la Asamblea General de las Naciones Unidas el 5 de diciembre de 2017. La propuesta fue impulsada por la Comisión General de Pesca del Mediterráneo de la FAO en 2015, buscando aumentar la conciencia sobre los impactos negativos de estas prácticas pesqueras y promover la sostenibilidad de los recursos acuáticos.

## Celebración
Este día se celebra anualmente el 5 de junio, conmemorando la entrada en vigor del Acuerdo sobre Medidas del Estado Rector del Puerto el 5 de junio de 2016.  Este acuerdo es el primer instrumento internacional jurídicamente vinculante enfocado específicamente en combatir la pesca ilegal, no declarada y no reglamentada (INDNR ó IUU en inglés: Illegal, Unreported and Unregulated). La elección de esta fecha simboliza un hito que respalda los esfuerzos globales para regular y mantener las prácticas de pesca sostenibles y responsables,y una oportunidad para insistir en que se considere internacionalmente esta forma de pesca como delito.

## Cronología
- 2018: Primera celebración[9]
- 2019: Evento regional de Asia y el Pacífico para conmemorar su segunda celebración[10]
- 2020: Los estados afrontan nuevos retos para monitorizar, controlar y supervisar las operaciones de pesca[11]
- 2021: Los países del Mediterráneo y del Mar Negro se unen para combatir la pesca INDNR[12]
- 2022: Día Mundial del Medio Ambiente 2022: Enfoque en el mar Mediterráneo oriental, un punto crítico para las especies no autóctonas[13]
- 2023: Medidas de gestión, sistemas de monitoreo y tecnología innovadora: cómo la CGPM lucha contra la pesca ilegal, no declarada y no reglamentada[14]